# Juicy
Pour les articles homonymes, voir Juicy (homonymie).
Singles de The Notorious B.I.G.
Big Poppa
(1995)
Juicy est une chanson et le premier single du rappeur américain The Notorious B.I.G.. Il est extrait de son premier album, Ready to Die.
Produite par Trackmasters et son ami de longue date, Puff Daddy, elle est l'un de ses plus grands succès. L'instrumentale a été reprise de la chanson de Mtume, Juicy Fruit. Le refrain est chanté par le groupe féminin de R'n'B, Total. Cette chanson est considérée par plusieurs fans de Biggie et par certains critiques comme l'une des plus grandes chansons de rap de tous les temps,.
Cette chanson parle des premières années de sa vie, vécues dans la pauvreté, de ses rêves initiaux de devenir un grand rappeur, des rappeurs qui l'ont influencé à en devenir un, de sa vie de délinquant et de son succès final dans le milieu musical. Il parle de son « taudis avec une seule pièce » dans laquelle il a vécu, chose que sa mère contredit dans le documentaire Biggie & Tupac. La chanson apparaît dans le film biographique Notorious B.I.G..

## Controverse sur la production
Le producteur Pete Rock, à qui on a demandé de remixer la chanson, explique que Puffy a volé son idée sur l'instrumentale après l'avoir entendue chez lui lors d'une visite. Rock l'explique dans une interview pour le magazine américain Wax Poetics : 

« J'ai réalisé la version originale, je n'ai pas été reconnu pour ça. Ils sont venus chez moi, ils ont entendu le son sur les basses, c'est la même histoire. Tu viens au studio, t'entends la chanson. Il a entendu cette merde et après il sort la chanson. Ils m'ont demandé de faire un remix. Je l'ai fait, mais je dis aux gens, et je continuerai de le dire jusqu'à la fin, j'ai réalisé la version originale. Je ne suis pas énervé, je veux juste avoir la reconnaissance qui m'est due. »

Le remix de Pete utilise le même beat que l'original.

## Classement
| Classement (1994)                      | Meilleur position |
| -------------------------------------- | ----------------- |
| États-Unis (Hot 100)                   | 27                |
| États-Unis (R&B/Hip-Hop Songs)         | 14                |
| États-Unis (Billboard Hot Rap Singles) | 3                 |
| Royaume-Uni (UK Singles Chart)         | 72                |
| Classement (2009)                      | Meilleur position |
| États-Unis (Billboard Digital Songs)   | 56                |

## Réactions à l'égard de la chanson
- La RIAA l'a certifiée disque d'or le 8 novembre 1994.
- Le magazine Blender l'a classée à la 168e place de son « Top 500 des meilleures chansons des années 1980 aux années 2000 »[7].
- Bruce Pollock l'a mis dans sa liste des « 7 500 chansons les plus importantes entre 1944 et 2000 »[7].
- Le magazine ego trip l'a classée en tant que 4e dans son « Top des 40 plus grandes chansons de Hip Hop entre 1980 et 1998 »[8].
- Le magazine Pop l'a classé en tant que 3e plus grand single de 1994.
- Le magazine Q l'a classée en tant que 9e « plus grande chanson hip-hop de tous les temps ».
- Le magazine allemand Spex l'a placée dans son classement des plus grands singles de la décennie.
- The Boston Phoenix l'a classée dans son « Top 90 des meilleures chansons des années 1990 ».
- The Source l'a classée dans son « Top 100 des meilleurs singles de rap de tous les temps » en 1998.
- La chaîne VH1 l'a classée 7e « plus grande chanson de rap de tous les temps ».
- En 2021, le magazine américain Rolling Stone a classé la chanson en 32e position dans sa liste des « 500 plus grandes chansons de tous les temps »[9]. Elle était 424e dans le classement précédent (2010)[10].
- Le magazine Pitchfork classe Juicy à la 14e place de son « Top 200 des meilleures chansons des années 1990 ».

## Albums contenantJuicy
- Ready to Die - Le premier album studio de Biggie, sorti en 1994.
- Big Phat Ones of Hip Hop, Vol. 1 - Une compilation de hip-hop, sortie en 1995.
- New Millennium Hip-Hop Party - Une compilation de hip-hop, sortie en 2000, réalisée par Rhino Records.
- New Millennium Party - Une compilation de tous les genres (contrairement à New Millennium Hip-Hop Party) réalisée elle aussi par Rhino Records.
- More Music From 8 Mile - La bande originale de 8 Mile, sortie en 2002.
- Night Ripper - Un album réalisé en 2006 par Girl Talk.
- The Greatest Hits - Une compilation des meilleures chansons de Biggie, sortie en 2007.
- Notorious Soundtrack - Bande originale du film Notorious B.I.G..
- Wait What The Notorious XX Album - Un album remixé par Wait What.

## Liste des titres du single

### Face A
- Juicy (Dirty Mix) (5:05)
- Unbelievable (3:45) (Produit par DJ Premier)
- Juicy (Remix) (4:42) (Produit par Pete Rock)

### Face B
- Juicy (Instrumental) (5:05)
- Unbelievable (Instrumental) (3:45)
- Juicy (Remix Instrumental) (4:43)

## Versions officielles
- Juicy (Album Version)
- Juicy (Instrumental) - 5:05
- Juicy (radio edit) - 4:16
- Juicy (Dirty Mix) - 5:05
- Juicy (Remix) - 3:42
- Juicy (Remix Instrumental) - 4:43